# Lars Winnerbäck
Lars Mattias Winnerbäck, nato Lars Mattias Nilsson (Stoccolma, 19 ottobre 1975), è un cantautore e musicista svedese.
Artista formatosi nel solco della tradizione folk, affronta nei suoi testi, tutti rigorosamente in lingua svedese, temi impegnativi come i disagi nella società e le problematiche relazionali.

## Discografia
Album studio
- Dans med svåra steg (1996)
- Rusningstrafik (1997)
- Med solen i ögonen (1998)
- Kom (1999)
- Singel (2001)
- Söndermarken (2003) (con gli Hovet)
- Vatten under broarna (2004)
- Daugava (2007)
- Tänk om jag ångrar mig och sen ångrar mig igen (2009)
- Utanför Album 1 & 2 (2012)
- Hosianna (2013)

Raccolte e album dal vivo
- Bland skurkar, helgon och vanligt folk (1999)
- ...Live för dig! (2001)
- Stackars hela Sverige: Bränt krut vol. 1 (2005)
- Bränt krut vol. 2 (2005)
- Efter nattens bränder (2006)
- Vi var där blixten hittade ner – Bränt krut vol. 3 (2008)
- Over Grensen – De Beste 1996–2009 (2009)